# セルゲイ・ゴロデツキー
セルゲイ・ミトロファノーヴィチ・ゴロデツキー（ロシア語: Серге́й Митрофа́нович Городе́цкий,英語: Sergey Mitrofanovich Gorodetsky、1884年グレゴリオ暦1月17日、ユリウス暦1月5日 - 1967年7月8日）は、20世紀のロシアアクメイズム（ロシア・アヴァンギャルド）を代表するロシア、ソ連の詩人、翻訳者、教師。1907年処女詩集『春播作物』を発表。象徴主義の詩人として活動を開始。その後ニコライ・グミリョフとともに「詩人の職場」グループを組織してアクメイズム運動に参加。さらに革命後は革命賛美、労働者の連帯などを歌う詩を発表しソビエト詩人として知られた。

## 生涯
父は、作家であり民族誌学者であったミトロファン・イワノヴィチ・ゴロデツキー。彼は1902年にサンクト・ペテルブルク第六ギムナジウムを金メダルで卒業した。1900年代にサンクト・ペテルブルク州立大学の歴史と言語学部に入学しながら歴史と言語と文学を学ぶと同時に、結局研究を終えられなかったアレクサンドル・ブロークを通して詩に興味を持ち、ロシア象徴主義を信奉する。異教への回帰、スラブ神話、原始の力への傾向が特徴であり、自然崇拝とも関連があった。1905年、彼はヴャチェスラフ・イヴァーノフの文学サークル「塔」を訪れた。1906年から1907年にかけて、詩集『ヤー』、『ペルン』、『ワイルドウィル』を出版。これらは、民間伝承を素材とした象徴主義的な作品であった。1909年に詩が雑誌『覚醒』に掲載された。この頃までにヴャチェスラフ・イヴァーノフ、ワレリー・ブリューソフらとも親しくなった。1911年からは、サンクト・ペテルブルクのニコライ・グミリョフ率いる詩人サークル「詩人の職場」（ロシア語Цехпоэтов）に加入し、神秘的で複雑な象徴性のあいまいさに反対した。他にアンナ・アフマートヴァとオシップ・マンデリシュタームがいた。1912年にはグミリョフとともに「詩人の職場」グループの主催者の1人となる。1913年からは、ゴロデツキーは詩と理論的な記事を掲載する雑誌『アポロン』に寄稿した。同誌にアクメイズム宣言を発表した。1915年にゴロデツキーはいわゆる「新しい農民の詩人」（セルゲイ・エセーニン、セルゲイ・クリュチコフ、ニコライ・クリューエフ、アレクセイ・シリヤエヴェツ）を支持した。
1916年の秋以来、ゴロデツキーは都市連合と戦争特派員の代表として第一次世界大戦のコーカサス前線にいた。その後は、しばらくの間、発疹チフスの患者のためのキャンプで看護師として整然と働いた。10月革命後、彼は詩集『アルメニアの天使』を出版。これは特に、アルメニアの大量虐殺のテーマを取り扱っている。アルメニア語を知っている彼の教師は、アルメニア詩人トゥマニャンの息子であるアムリク・イヴァノヴィチ・トゥマニアンからアルメニア語を習った。バクーにいる間、ゴロデツキーはロシア電信局の芸術部門を担当し、その後カスピ海艦隊の政治局で働いた。
1917年のレーニンによるボルシェビキのクーデターの後、ゴロデツキーは「党の歌」、「プロレタリアの詩人からの挨拶」（1921年）、「党の日」（1931年、1958年）、「宇宙飛行士」（1962年）などの政治詩を書いた。これらのテキストは明らかに象徴主義から離れており、難解語の代わりに詩の分野で明快な日常言語を使用しており、アクメイズムの保持する傾向と当時の状況下の課題に起因するものであった。
1921年からはモスクワに住んで、ソ連の人間と外国の人間の双方による多くの翻訳詩を出版した。1924年まで革命モスクワ劇場の配役担当者となり、雑誌「労働者のための芸術」を編集し、それから1932年までは新聞『イズヴェスチア』の文芸担当として働いた。1930年代にはオペラ台本に多くの仕事を残した。それは文芸により収入を得るための優れた比較的安全な方法であった。オペラ台本の翻訳もやり、ベートーヴェンの「フィデリオ」、ケルビーニの「水の運搬人」、リヒャルト・ワーグナーの「ニュルンベルクのマイスタージンガー」、「ローエングリン」。
ソビエト連邦のテーマであるロシア内戦に関する最初のオペラの1つである作曲家セルゲイ・イワノヴィチ・ポトツキーによる「ブレイクスルー」の台本を作成。作曲家ウラディーミル・ユロフスキのために、E.G.バグリツキーの同名の詩に基づいて、オペラ「オパナスについて（1938）」の台本を作成。さらにミハイル・グリンカのオペラ「皇帝に捧げた命」の書き換えテキスト「非君主主義」を書き、「イワン・スサニン」の筆名を持った。
第二次世界大戦中、ウズベキスタンとタジキスタンに避難し、地元の詩人の詩を翻訳した。ゴロデツキーは評論家および文学評論家としても行動した。 1911年にゴロデツキーは自ら解説記事を付してイワン・ニキティンの2巻組詩集を編集し、出版した。1958年、彼は自伝的エッセイ「私の道」を発表した。

## 受賞
- 栄誉勲章（1964.4.16）

家族
- 妻-女優であり詩人のアンナ・アレクセーヴナ・ゴロデツカヤ（旧姓コゼルスカヤ、仮名ニンフ・ベルホース・リュボミルスカヤ）（1889年-1945年）。彼女は1908年以来ゴロデツキーと結婚していた。
- 娘-ログネダ・ゴロデツカヤ＝ビリューコワ（1909年生まれ）、孫娘ナタリヤ・ユリエヴナ・ビリューコワ、曾孫のタチアナ・チトニコワ。
- 義理の息子-作曲家ビリューコフ
- 兄-ボリス・ミトロファノヴィッチ・ゴロデツキー（1874年-1941年）。 1904年以降、農民土地銀行のエカテリノダル支店の主要メンバー。サンクト・ペテルブルク大学歴史学、法学部を卒業。歴史家、クバン書誌学者、コーカサス教授、クバン大学副学長。セルゲイ・イエセニンが詩の最初のコレクションを印刷するのを助けました。彼の息子、クバン・ヴォド運河プロジェクトの責任者であるゲルギー・ボリソヴィチ・ゴロデツキーは、カラクム運河の実装を設計および援助した。彼の息子、教授、モスクワ航空研究所の人間工学部長。
- 兄-画家のアレクサンドル・ミトロファノビッチ・ゴロデツキー（1886年-1914年）は過去2年間、病気で麻痺していた。綿の断片で構成された絵画「コミサルジェフスカヤの墓のリース」の著者。
- ゲルギー・ボリソヴィチ・ゴロデツキーの息子（初婚から）-ソビエト軍の将校である砲手であるアレクサンドル・ゲルギーエヴィチ・ゴロデツキー（1923年-1993年）は、第二次世界大戦に参加し、「マラヤ・ゼムリヤ」を解放し、ケルチ（クリミア）に上陸した。
- 妹、エレナ・ミトロファノフナ・ゴロデツカヤ（1882年-1921年）。

## 作品
- S.ゴロデツキーによるドローイングとテキスト。グループの肖像画（バクー。1920、水彩、鉛筆、紙）。上：ヴィャチェスラフ・イワノフ、ミハイル・クズミン、ゴロデツキー自身、下：「ソビエト詩の図書館」のゴロデツキー、ニンフ・ベルホース・リュボミルスカヤ、ゴロデツキーの妻。
- ヤー。 1907年、第二版1909年。
- ペルン。1907年。
- ワイルドウィル。1908年。
- イア：子供向けの詩。1908年。
- 情熱墓地。1909年。
- ロシア。 1910年。
- ストーリーとストーリー。1910年。
- ツァレヴィチ・キッド。1910年。-28 p。
- 柳。1913年。
- 咲くスタッフ。1914年。
- 地球上 ストーリー。1914年。-230 p。
- 14年目。1915年。
- プーシキン。1915年。
- イズボルニク 詩1905-1917。1916年。
- 緋色の竜巻。1918年、1927年。
- ロシアの運命。1918年。
- アルメニアの天使。1919年。
- 鎌。1921年。
- ミロル。1923年。
- 無神論者の春。1925年。
- 元気な老婦人。無神論者。1925年。
- 闇から光へ。1926年。
- 無神論者イワンについて。1926年。
- モスクワの物語。1927年。
- 縁。1929年。-104 p。 -2,000部。
- 厳選された叙情詩と叙情詩 1905-1935。1936年。
- 下院。1942年。
- 友情の歌。1947年。
- 詩 1905-1955。1956年。
- 詩。1964年。
- 詩。1966年。
- 詩と詩。1974年。
- ロシアの肖像画。1978年。
- 人生は不屈です 記事。エッセイ。思い出。1984年。